# Духів день (фільм)
«Духів день» (рос. «Духов день») — російський радянський художній фільм, знятий в 1990 році.

## Зміст
Іван Христофоров відкриває у собі дивну властивість мимовільно висаджувати у повітря оточуючі предмети. Намагаючись зрозуміти причину і сенс цієї незвичайної здатності, він звертається до фамільної історії. Увага секретної державної служби не обіцяє Христофорову нічого хорошого.

## Ролі
- Юрій Шевчук — Іван Христофоров
- Олег Корчик — Микола Іванович Христофоров
- Володимир Головін — Федя Христофоров
- Анжеліка Неволіна  — мешканка міста
- Боліт Бейшеналієв — Жадобін
- Віктор Бичков — Вітьок
- Станіслав Ландграф — Христофоров
- Ольга Григор'єва — Христофорова
- Володимир Віхров — мешканець пансіонату
- В'ячеслав Васильєв — мешканець пансіонату
- Леонід Максимов — мешканець міста
- Анатолій Сливников — Коля
- Олександр Анісімов — Христофоров
- Олексій Девотченко

## Знімальна група
- Режисер: Сергій Сельянов
- Автори сценарію: Михайло Коновальчук, Сергій Сельянов
- Оператор: Сергій Астахов
- Художник-постановник: Віктор Іванов